# Periodismo colaborativo
El periodismo colaborativo es una forma de periodismo realizado por un conjunto de personas, devenidas en comunicadores organizados en red, para crear información y distribuirla entre ellos y a terceros, a través de la web. Se logra de este modo construir un medio alternativo de información.

## Concepto
Una definición de la práctica colaborativa es que "siempre busca producir contenido que sea mayor que lo que cualquier periodista, redacción u organización individual podría producir por sí mismo”. 
El periodismo colaborativo son las prácticas desarrolladas en secciones o en la totalidad de una noticia web, donde el límite entre producción y lectura no puede ser claramente delimitado o no existe. Presupone la participación publica en todas las etapas de la producción periodística, desde la agenda de la investigación, dejando al periodista para llevar a cabo referente a los códigos que determinan la ética, a la técnica y la estética que deben regir la actividad.
La web 2.0 constituye la gran base estratégica de los proyectos de periodismo colaborativo en cualquiera de sus facetas, incluida la de investigación. Es una forma de mostrar como la web a la que estaban habituados los usuarios se transforma tanto en sus interfaces como en la visualización de sus contenidos lo que, al mismo tiempo, ocasiona un profundo cambio en la experiencia de dichos usuarios y en sus procedimientos de interactuación. 
En un entorno de este género, surge el del periodismo de investigación colaborativo, entendido como el proceso de cooperación que se establece entre distintas organizaciones dedicadas a la generación de contenidos informativos de investigación, cuyo objetivo estratégico es superar las actuales carencias detectadas en los medios de comunicación en ámbitos como el  financiero, el de la calidad de contenidos o el de la recuperación de la credibilidad social, entre otros.

## Contexto
El comienzo de la segunda década del siglo XXI marca un punto de inflexión que supone una transformación en el mundo de la información. El avance tecnológico impulsa, dentro del ámbito de la comunicación social, una transición desde la comunicación vertical (uno a muchos), hacia la horizontalización (uno a uno). Esta transición se caracteriza por los siguientes acontecimientos: 
- La llegada de una nueva generación de consumidores de contenidos periodísticos cuyo patrón de aprendizaje es marcadamente audiovisual y multimedia.
- La aparición de la web 2.0 que muestra el escenario colaborativo donde el usuario consigue socializarse, comunicar, gestionar sus relaciones y conseguir una elevada conectividad inaugurando un espacio inédito de socialización virtual con un gran impacto sobre la transmisión de valores, actitudes y comportamientos personales y sociales.
- La estabilización del peso específico de las nuevas tecnologías de la información y las comunicaciones (NTIC) en los procesos de producción, almacenamiento y distribución de toda clase de contenidos.
- A consecuencia de los tres acontecimientos anteriores aparece una competencia puntual al poder de la empresa mediática tradicional.(La empresa mediática emplea a comunicadores profesionales en el marco de una dependencia laboral que limita, directa o indirectamente, su libertad de expresión).

El gran cambio proviene de la capacidad que se les da para la creación y producción de información y mensajes. En la web 2.0 la sociedad civil ya no solo se encarga de recibir o buscar, sino también a producir y difundir información.
El periodismo colaborativo puede llegar a ser una comunicación más veraz y no más «creíble» que es lo que se atribuyen los medios donde la subjetividad dependiente de los comunicadores, crean realidades relativas  para beneficio de los intereses de los propietarios de los medios.

## Características
El periodismo colaborativo está caracterizado por:
- Favorecer la posibilidad de dar y recibir aportes de la red de comunicadores que colaboran entre sí.
- Realizar una actividad de comunicación colaborativa horizontal, que implica la inexistencia de una jerarquía mediática.
- Posibilitar la creación de un medio de comunicación independiente del poder mediático empresarial, ampliando -sin otro límite que la ética- la libertad de informar.
- Estimular el crecimiento de un grupo de comunicadores, gracias a la sinergia del trabajo horizontal en red.
- Permitir realizar un trabajo con una cantidad ilimitada de fuentes constituyendo una red física, que puede trabajar simultáneamente.
- La agenda temática debe tener temas de interés cotidiano, en el sentido de generar una fuente reticular que tenga que ver con lo político, lo público y la construcción de hegemonía.

No debe confundirse el periodismo colaborativo con el periodismo ciudadano. El periodismo ciudadano se entiende como un periodismo de conversación, donde el público toma las riendas de la información; sabe más de noticias, datos e informaciones que los propios periodistas. Las personas se convierten en fuentes informativas o buscadores de informaciones, en otras fuentes para compartirlas con los demás, como por ejemplo: emitiendo tuits haciendo denuncias.

## Tipos
- Temporal y por separado: “Proyectos únicos, en los que los socios crean contenido por separado y lo comparten. Un beneficio de este tipo de colaboración es que, al asociarse con medios más grandes, los medios o colaboradores más pequeños obtiene una visibilidad mucho mayor de la que tendrían de otra manera”.
- Temporal y co-creativo: : “Proyectos únicos en los que los medios asociados trabajan juntos para crear contenidos. Ejemplo, Animal Político”.
- Temporal e integrada: “Proyectos únicos en los que los medios asociados comparten contenidos, datos, recursos, a nivel organizativo. Ejemplo, The Panama Papers”.
- Continua y por separado: “Colaboraciones continuas y abiertas en las que los socios crean contenido por separado y lo comparten. Ejemplo, Tejiendo Redes”.
- Continua y co-creativa: Colaboraciones continuas y abiertas en las que los socios trabajan juntos para crear contenidos. Ejemplo, Matar en México: Impunidad Garantizada”.
- Continua e integrada: “Colaboraciones continuas y abiertas, en las que los socios comparten contenidos, datos y recursos a nivel organizativo. El modelo no es común todavía, pero lo vemos como una forma innovadora de abordar los desafíos de los medios locales”.[6]

## Portales
Algunos ejemplos de sitios web que se usan para la práctica del periodismo colaborativo son:
- Wikinews: es una plataforma colaborativa de contenido libre, donde los artículos que se escriben van dirigidos a una audiencia global. El punto de vista de la política de este sitio web es neutral, asegurando que todas las informaciones que se suban, sean lo más justo posible. Si alguna vez ha contribuido a Wikipedia, la interfaz de Wikinews le resulta familiar ya que funciona de la misma manera.
- Digital Journal: es un sitio de noticias sociales formado por periodistas profesionales, periodistas ciudadanos, escritores... Comenzó como un portal de noticias de tecnología y finalmente los escritores empezaron a contribuir aportando noticias de todo el mundo a cambio de dinero.
- Newsvine: es un reflejo instantáneo de lo que el mundo esta hablando en un momento dado. Es un sitio web colaborativo de noticias. extrae contenido de usuarios, así como contenido de medios convencionales como The Associated Press. Los usuarios pueden escribir artículos, enlaces a contenido externo y discutir noticias enviadas por periodistas profesionales y ciudadanos.
- Demotix: es el portal de noticias globales donde se promueve la libertad de expresión y se cambia la agenda de noticias. Con sede en Londres, es una cadena de noticias abierta dirigida a cualquier persona, desde periodistas profesionales independientes hasta piratas aficionados. Puede cargar texto, imágenes y vídeos, y el contenido se comparte con más de 200 organizaciones de medios de todo el mundo.[7]